# Орбітон
Орбіто́н — квазічастинка, що є елементарним квантом орбітальної хвилі в твердом тілі.
Орбітальна хвиля — це хвиля деформації електронних хмар в орбітально орієнтованих середовищах. Орбітальна орієнтованість означає, що сусідні атоми повинні мати строго однакову форму електронних оболонок, орбіталей; деформація ж орбітальної орієнтованості спричиняє те, що електронна конфігурація сусідніх атомів злегка розрізняється. Для існування орбітальних хвиль необхідно, щоб електронні рівні в багатоелектронному атомі або іоні були вирождені.